# BR-101
A BR-101 é uma rodovia longitudinal brasileira que tem início no município de Touros, no estado do Rio Grande do Norte, e termina em São José do Norte, no Rio Grande do Sul. Ao lado da BR-116, é um dos principais eixos rodoviários do país com 4 824,6 km de extensão.
Construída pelo Exército entre os anos de 1950 e 1960, passa por doze estados através do litoral brasileiro, ligando cidades importantes como Florianópolis, Vitória, Maceió, João Pessoa, Recife e Natal. A via é duplicada em algumas áreas metropolitanas, além de ter sido totalmente duplicada entre Osório e Curitiba e em todo o território do estado de Pernambuco. Em 2001, toda a sua extensão foi batizada de Rodovia Governador Mário Covas. Dentre as denominações regionais que a rodovia recebe estão Rodovia Rio–Santos, Rodovia Rio–Vitória e Rodovia do Contorno.
A BR-101 seria, em tese, a maior rodovia brasileira, mas alguns trechos são interpostos com outras rodovias federais. Ela segue no sentido norte-sul por praticamente todo o litoral leste brasileiro, do Rio Grande do Norte ao Rio Grande do Sul. 
Inicialmente, possuía um trecho não construído entre Peruíbe (SP) e Garuva (SC); neste trecho, a BR-101 é sobreposta às rodovias BR-116 e BR-376, o qual é computado no comprimento total da BR-101 pelo Ministério dos Transportes.
Em março de 2011, a construção do trecho paranaense planejado voltou a pauta, após fortes chuvas que afetaram as rodovias BR-376 e BR-277. Entretanto, o novo trecho invadiria áreas de proteção da Mata Atlântica que protegem o maior remanescente do bioma no Brasil. O projeto nunca foi iniciado.

## Trechos

### Rodovia Rio–Santos

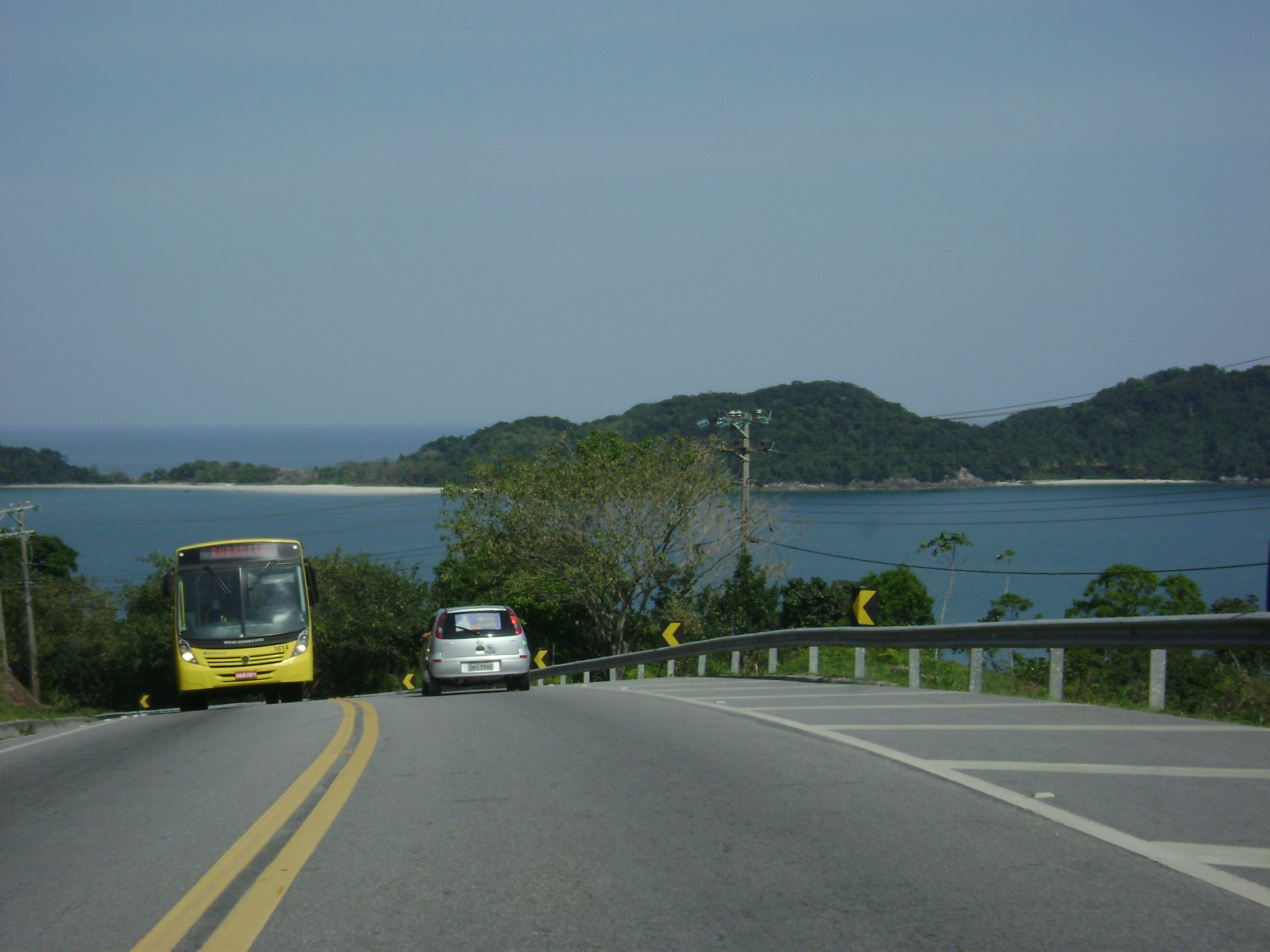
Trecho da rodovia entre Juqueí e Praia Preta, em São Sebastião, São Paulo.

O trecho da BR-101 que recebe o nome de "Rodovia Rio–Santos" interliga os municípios do Rio de Janeiro a Santos (Área Continental) no litoral paulista. Atualmente, a CCR administra o trecho entre Santa Cruz, no Rio de Janeiro e Praia Grande, em Ubatuba. No trecho entre Ubatuba até o trevo com a Rodovia Cônego Domênico Rangoni integra a malha rodoviária do estado de São Paulo recebendo a denominação de Rodovia Doutor Manuel Hipólito Rego (SP-55), trecho este sob administração do Departamento de Estradas de Rodagem.
A rodovia é famosa por margear os litorais paulista e fluminense correndo a poucos quilômetros do mar e paralelamente a este. Nos entornos da rodovia estão localizadas estâncias balneárias turísticas famosas como Itaguaí, Mangaratiba, Angra dos Reis, Paraty, Ubatuba, Caraguatatuba, São Sebastião, Ilhabela, Juquei, Bertioga, onde na maioria das vezes passa entre praias desses balneários. Apesar da denominação da rodovia ela não dá acesso à área urbana do município de Santos que fica na parte insular. Para tal acesso é necessário a utilização da Rodovia Anchieta ou das balsas da Travessia Santos–Guarujá. Alguns trechos do projeto original da Rodovia Rio–Santos nunca foram concluídos como o compreendido entre Porto Novo e Camburi, no município paulista de São Sebastião, onde há viadutos abandonados na Serra do Mar. Neste foi incorporado o traçado de uma rodovia já existente.
Em 2009, foi aberta ao público a duplicação de 26 quilômetros entre Santa Cruz e Itacuruçá, trecho localizado no estado do Rio de Janeiro, próximo à capital do estado. A estrada oferece boas condições para acostamento e oferece passarelas no trecho sentido Rio de Janeiro até o município de Mangaratiba, na altura do bairro de Itacuruçá. A maior parte do trecho paulista (SP-55) com 172 km entre Ubatuba e Bertioga poderá ser duplicada até 2017. A rodovia está entre as que fazem parte do plano de concessões do governo.

### Rodovia Rio–Vitória
O trecho da BR-101 denominado "Rodovia Rio–Vitória" faz a ligação entre a cidade do Rio de Janeiro e Vitória. O primeiro trecho, o da Ponte Rio-Niterói, está sob a concessão da Ecoponte. A Arteris Fluminense é a concessionária que administra o trecho que liga Niterói, no Grande Rio, a Campos dos Goytacazes, no Norte Fluminense, passando por São Gonçalo, Itaboraí, Tanguá, Rio Bonito, Silva Jardim, Casimiro de Abreu, Rio das Ostras, Macaé, Carapebus, Quissamã e Conceição de Macabu, e terminando na divisa do estado do Espírito Santo. Já o trecho entre Mimoso do Sul, no extremo sul do Espírito Santo, e Vitória está sob concessão da Eco101, que ainda administra o trecho entre Vitória e Mucuri, no sul da Bahia.
Sua inauguração data da década de 1950. A rodovia, que já foi conhecida como rodovia da morte no passado, hoje apresenta um bom estado de conservação, principalmente no trajeto em território capixaba.
Em 1984, foi aberta uma retificação de 25 quilômetros entre Niterói e Manilha, margeando parte do litoral da Baía de Guanabara e atravessando áreas pantanosas em São Gonçalo, no intuito de desafogar o trânsito saturado da RJ-104, que além de realizar o mesmo trajeto, passa por localidades comerciais e de intensa movimentação de veículos. Cinco anos mais tarde, inaugurou-se uma variante conhecida como Manilha-Duques, que desviava o traçado da rodovia para a zona rural de Itaboraí, a fim de evitar congestionamentos em sua região central, findando em um trevo no bairro de Duques, de onde prossegue-se pela pista original, sentido Campos dos Goytacazes e Vitória.
Após ser leiloado no dia 18 de março de 2008, quando o grupo empresarial espanhol OHL saiu vencedor, oferecendo o valor de R$ 4,93 para a tarifa de pedágio. Como consequência, melhorias em algumas partes da rodovia. que vai de Niterói até a divisa do Rio de Janeiro com o Espírito Santo. Tendo cinco praças de pedágio, sendo que a de São Gonçalo, e como contrapartida do pedágio da Ponte Rio–Niterói. Há uma proposta de que a rodovia passe a ter trecho do Arco Metropolitano, como forma de conectá-lo até Maricá.
O trecho da rodovia no estado do Espírito Santo, incluindo o trajeto de Vitória à Bahia foi leiloado, em 18 de janeiro de 2012, para o consórcio Rodovia da Vitória, formado por EcoRodovias e SBS Engenharia. A previsão era de que a metade da BR-101 no Espírito Santo estivesse duplicada até 2019 e a outra metade até 2023, o que não ocorreu. A Eco101 desistiu da concessão em 2022, mas um aditivo contribuiu para que a empresa continuasse administrando a via.

### Rodovia do Contorno

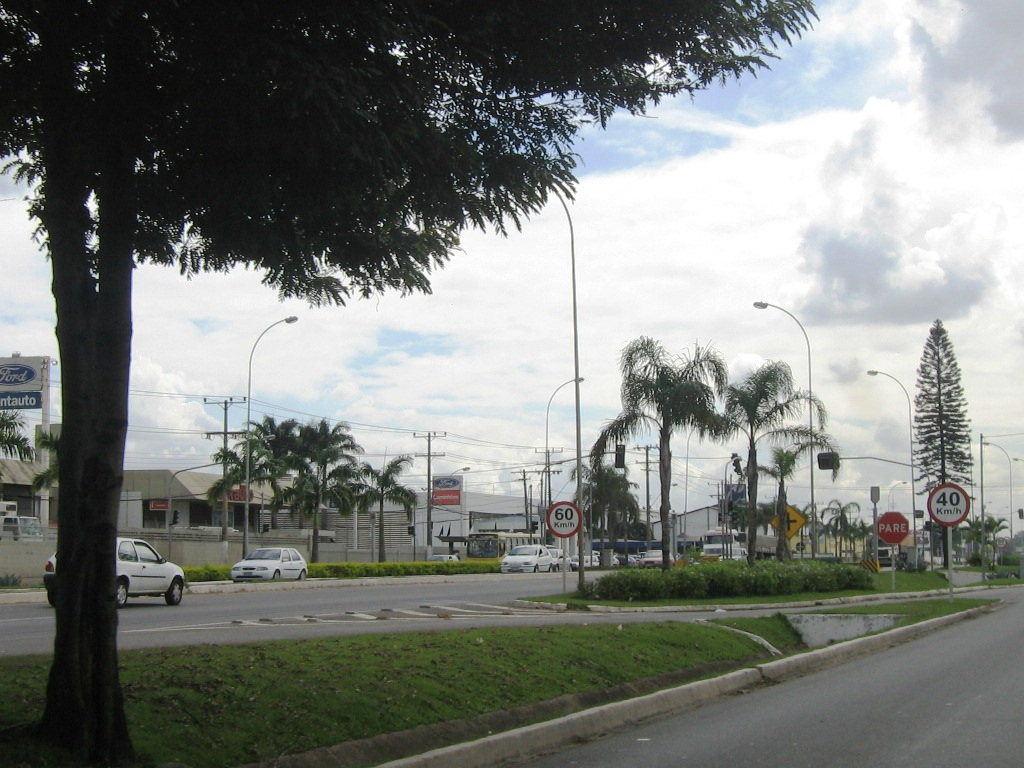
A BR 101 na Região Metropolitana de Vitória.

O trecho denominado "Rodovia do Contorno" (também conhecido como Contorno de Vitória) fica entre Carapina, na Serra, e o entroncamento com a Rodovia BR-262, em Cariacica. Foi criada com o intuito de desviar o fluxo de carros do centro da Grande Vitória.
O crescimento do Estado do Espírito Santo nos últimos 15 anos, principalmente da região metropolitana da Grande Vitória, deixou em colapso nos principais sistemas de transporte. Entre eles, estão as mais importantes ligações rodoviária da capital com o resto do país, as Rodovias BR-101 e também BR-262. O trecho, conhecido como Contorno de Vitória, tinha em 1997 um volume diário médio de aproximadamente 10 mil veículos. Hoje esse índice é cinco vezes maior. E não foi apenas o fluxo de veículos que aumentou. A urbanização da região trouxe o crescimento da população, da demanda por transporte público, do movimento de pedestres, ciclistas, motociclistas. Isso tudo se mistura ao trânsito de veículos locais e de carga, que tem a BR-101 e BR-262 como rota de mercadorias. Dividida em dois lotes, as obras de duplicação da BR-101 no Espírito Santo, no Contorno de Vitória, já teve sua primeira parte concluída e entregue. A empresa Delta Construção foi responsável pela obra entre os municípios de Serra (km 268,8) e Cariacica (km 288,1). Agora, o Departamento Nacional de Infraestrutura de Transportes (DNIT) concluiu as intervenções entre os quilômetros 288,1 e 294,3, nos trevos de acesso e nos entroncamentos com outras rodovias, como a BR-262, que é coincidente com a BR-101 na altura de Vitória.
De acordo com o superintendente do DNIT no Espírito Santo, Halpher Luiggi, o Contorno de Vitória é hoje o maior empreendimento rodoviário feito pelo governo federal no estado. “É uma obra de grande vulto, foram construídos oito viadutos, 25,5 quilômetros de duplicação, quase 12 quilômetros de ruas laterais, ciclovias, calçadas e uma passagem inferior.” O superintendente explica que foram encontradas muitas dificuldades, justamente por ela estar dentro de uma área de grande fluxo de veículos e pessoas. “O maior desafio foi própria execução, por se tratar de uma obra de grande porte incrustada no meio urbano. São grandes interferências externas envolvendo esse trecho aqui, como a rede de distribuição de energia elétrica, gás, água e esgoto. Tudo isso teve de ser muito bem planejado, porque a obra não poderia impactar e prejudicar a vida da população. As pessoas não podem ficar sem água ou sem energia, as indústrias não podem ficar sem gás. Esse é o grande desafio, fazer uma obra de grande porte dentro de um centro urbano”, explica Luiggi.

### Duplicações

#### Nordeste

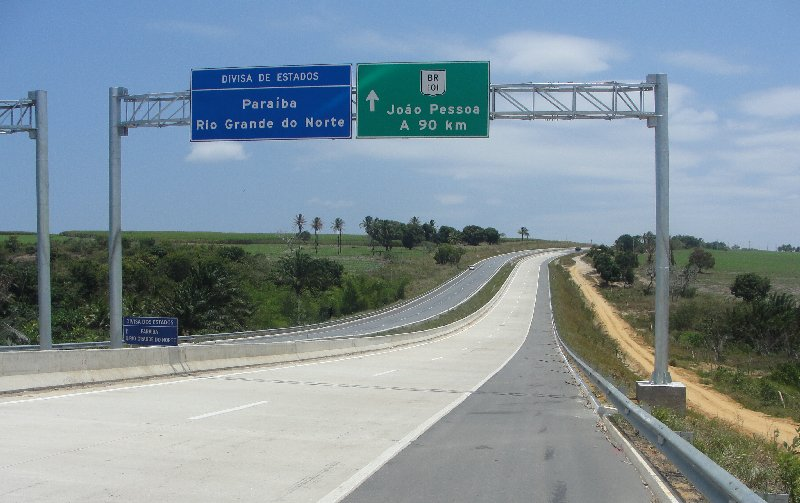
Trecho da BR-101 na divisa entre os estados da Paraíba e do Rio Grande do Norte.

Encontra-se em duplicação, desde 2005, o trecho da BR-101 no Nordeste, entre Natal e Salvador. Ainda não concluído, com previsão de término em 2021. Cerca de 70 km que cortam a Região Metropolitana do Recife já eram duplicados antes de 2005. No trecho de 688 km ligando os estados do Rio Grande do Norte, Paraíba, Pernambuco e Alagoas (trecho entre Natal-RN, João Pessoa-PB, Recife-PE, Maceió-AL e a fronteira AL-SE), a rodovia já está quase toda duplicada. Em fevereiro de 2019, havia um trecho em Alagoas, de 59 km, entre São Miguel a Rio Largo, cuja inauguração estava prevista para o segundo semestre de 2020. Um trecho de 10km na reserva indígena em Joaquim Gomes-AL tem pendências de liberação para obras. Em Sergipe, encontra-se com obras em ritmo lento, sem previsão de término. No estado de Sergipe, o trecho entre Aracaju e Estância, de 67 km, está com a duplicação concluída e o que liga Maruim até Propriá, encontra-se quase parada, sendo realizado obras apenas pelo Exercito Brasileiro. No final de 2018 foram entregues 18 km duplicados neste trecho. No trecho da Bahia, a ordem de serviço foi assinada em 2014, com previsão de conclusão em 2016, mas até hoje sem todo o trecho duplicado. Foram assinadas quatro lotes das obras da BR-101, os quais deverão ser executados simultaneamente. Terá 165,4 quilômetros e parte de Feira de Santana até a divisa com o estado de Sergipe. Outra parte será duplicada de Eunápolis até a divisa com o Espírito Santo. Em 2021, foram liberados os trechos duplicados entre Conceição do Jacuípe e Alagoinhas, entre Entre Rios e Esplanada e entre Esplanada e Rio Real.

#### Sul

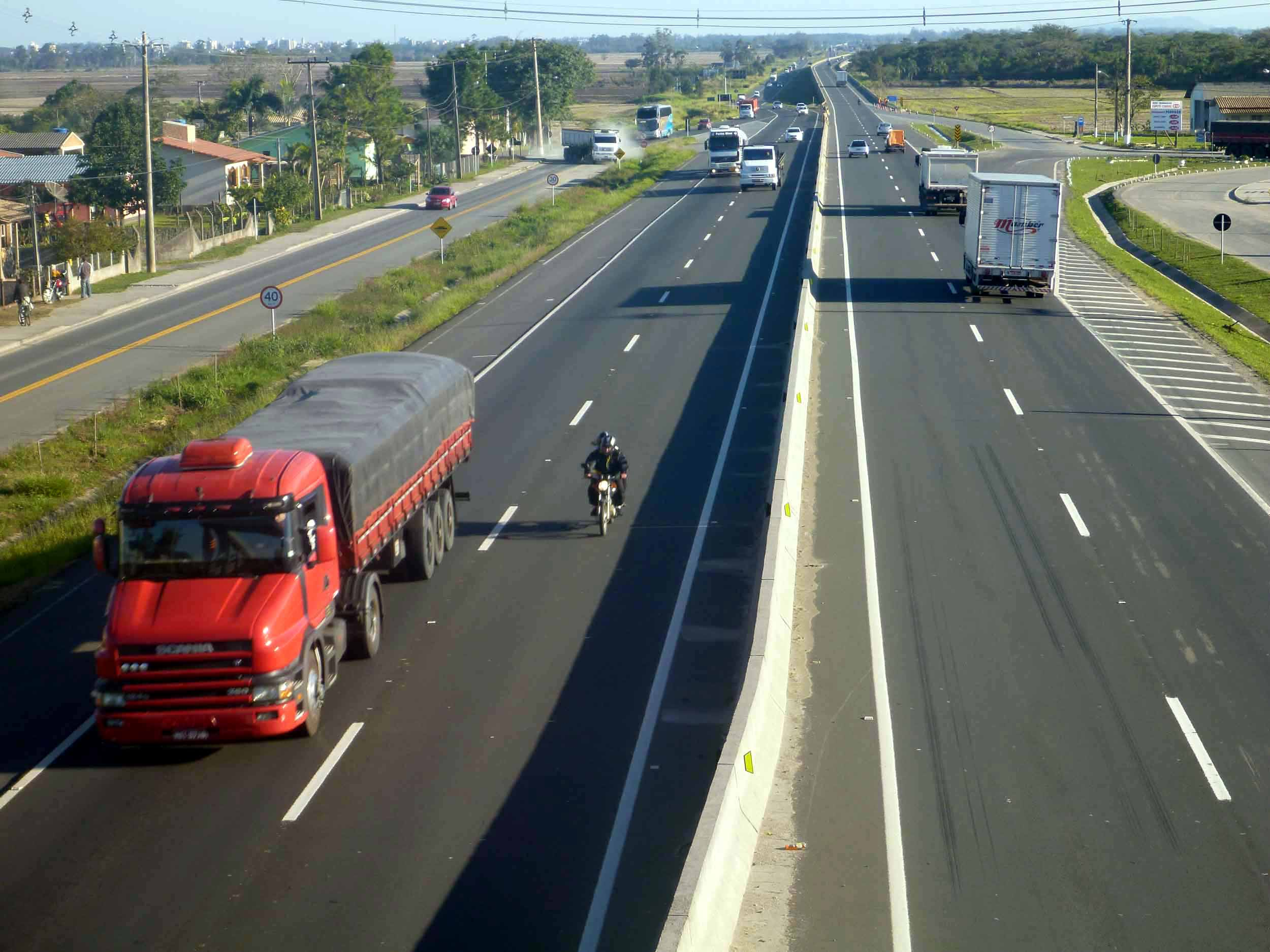
Trecho da BR-101 em Santa Catarina.

O trecho entre Curitiba e Florianópolis, de 312 km, foi totalmente duplicado no governo FHC (Fernando Henrique Cardoso), sendo que o trecho entre a divisa entre Paraná–Santa Catarina e Florianópolis, de aproximadamente 200 km, foi totalmente duplicado no final dos anos 1990; já o trecho complementar (BR-376, entre a divisa Paraná–Santa Catarina (em Garuva - SC e Curitiba), foi duplicado pelo governo do estado do Paraná (administração Roberto Requião) entre 1994 e 1995.
Entre 2005, no primeiro governo Lula e 2016 no governo Dilma Roussef, foi iniciada a duplicação e a conclusão do trecho que liga Palhoça - SC a Osório - RS, de 350 km. Essa duplicação reduziu a área da Terra Indígena do Morro dos Cavalos (Palhoça/SC), fazendo com que a FUNAI junto do DNIT indenizassem a comunidade com poucos hectares de terra na cidade de Major Gercino/SC, onde hoje existe a aldeia guarani Tekoa Vy'A. Os 88,5 quilômetros do trecho gaúcho foram entregues em fevereiro de 2011; no sul do estado de Santa Catarina, a demora foi maior: em 2018 ainda faltavam duplicar 14,5 km (10 km em Laguna e 2 km em Tubarão). Em 2019, o trecho foi totalmente finalizado e entregue.

#### Sudeste

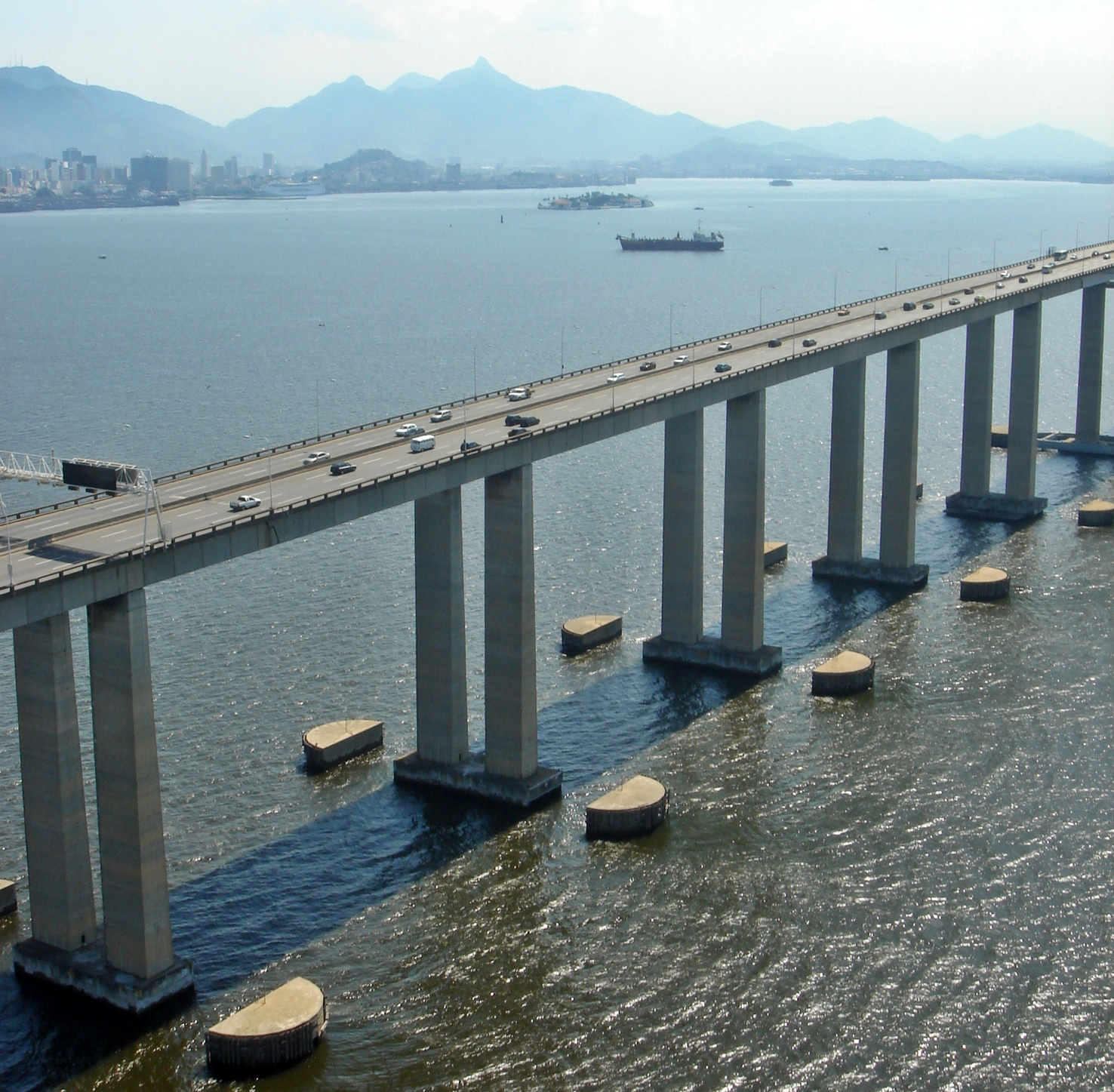
A Ponte Rio–Niterói, trecho da BR-101 sobre a Baía de Guanabara entre as cidades do Rio de Janeiro e de Niterói (RJ).

No estado do Rio de Janeiro rodovia continua com pista dupla até o município de Casimiro de Abreu com 130 km desde o fim da Ponte Rio-Niterói. Um trecho de 46 km entre Casimiro de Abreu e Macaé está com seu processo de duplicação sendo dificultado por entraves na obtenção de licenciamento ambiental. Entre a capital do Rio de Janeiro e a cidade de Campos, o trecho entre Niterói e Rio Bonito já era duplicado desde os anos 1980. O trecho de 176,6 km entre Rio Bonito e Campos foi concessionado à empresa Arteris em 2008, por 30 anos. As obras de duplicação começaram em 2011, e em 2023, já havia duplicado 128,3 km.
No estado de São Paulo, o trecho de 49,1 km entre Ubatuba e a divisa com o estado do Rio de Janeiro ela é denominada de Rodovia Governador Mário Covas sob a Sigla BR-101. Em 17 de abril de 2013 a Justiça liberou o início de obras na BR-101 no estado do Espírito Santo, para ser explorado e duplicado pela EcoRodovias (Eco101) onde até meados de 2018 foram duplicados apenas 1,8km dos 475,9km do trecho sob responsabilidade da concessionária no ES, equivalente a 0,39% do total a ser duplicado ao logo da concessão. A concessionária alega atraso na liberação das licenças ambientais e problemas com as desapropriações.